# Yūta Baba
Yūta Baba (japanisch 馬場 憂太 Baba Yūta; * 22. Januar 1984 in der Präfektur Tokio) ist ein ehemaliger japanischer Fußballspieler.

## Karriere
Baba erlernte das Fußballspielen in der Jugendmannschaft von FC Tokyo. Seinen ersten Vertrag unterschrieb er 2002 bei den FC Tokyo. Der Verein spielte in der höchsten Liga des Landes, der J1 League. 2004 gewann er mit dem Verein den J.League Cup. Für den Verein absolvierte er 107 Erstligaspiele. 2008 wechselte er zum Ligakonkurrenten JEF United Chiba. Im August 2008 wechselte er zum Zweitligisten Montedio Yamagata. 2008 wurde er mit dem Verein Vizemeister der J2 League. 2009 wechselte er zum Ligakonkurrenten Tokyo Verdy. Danach spielte er bei den Daejeon Citizen. Ende 2013 beendete er seine Karriere als Fußballspieler.

## Erfolge
FC Tokyo
- J.League Cup

Sieger: 2004